# 遠野城下町資料館
遠野城下町資料館（とおのじょうかまちしりょうかん ）は岩手県遠野市にある博物館。
江戸時代に陸奧国代遠野南部氏1万2千石の城下町としての遠野を紹介する施設で、遠野南部家伝来の品をはじめとする藩政時代の資料が展示されている。

## 利用情報
- 開館時間 - 9:00～17:00（入館は16:30まで）
- 休館日 - 12月31日、1月1日
- 所在地 - 〒028-0523 岩手県遠野市中央通り4-6

## 交通アクセス
- 釜石線 遠野駅 徒歩7分
- 釜石自動車道東和ICより車で45分

## 周辺情報
- 遠野蔵の道ギャラリー
- とおの昔話村